# M61 motorway

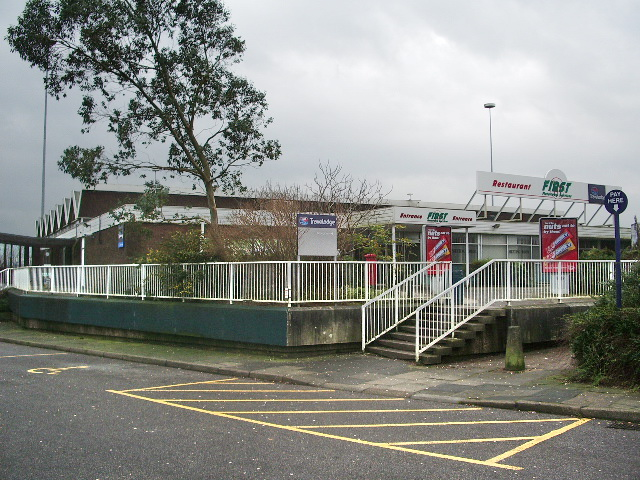
Rivington Services, Aufnahme 2008, damals Bolton West Services

Der im Dezember 1970 für den Verkehr freigegebene M61 motorway (englisch für Autobahn M61) ist eine 36 km lange Autobahn in England. Er verbindet den M60 motorway nordwestlich von Manchester mit Preston, wo er in den M6 motorway mündet. Der südliche Anfang der Autobahn, der Worsley Braided Interchange mit den Anschlüssen 1 bis 3, ist als Spaghetti Junction bekannt. Zwischen den Anschlussstellen 6 und 8 liegt die mehrfach umbenannte Raststätte Rivington Services.